# Poklonac Tužnog Krista u Ščitarjevu
Poklonac Tužnog Krista je poklonackoji se nalazi u mjestu Šćitarjevo koje je u sastavu grada Velika Gorica.

## Opis
Poklonac Tužnoga Krista nalazi se na raskrižju putova u južnom dijelu naselja Šćitarjevo. Pretpostavlja se da je sagrađen nakon potresa 1880. godine u neoromaničkim stilskim oblicima. Polikromnu kamenu skulpturu Tužnoga Krista izveo je nepoznati domaći majstor početkom 17. stoljeća. Predstavlja najznačajniji poklonac na velikogoričkom području te ima kulturno-povijesnu, arhitektonsku i ambijentalnu vrijednost.

## Zaštita
Pod oznakom Z-7370 zavedena je kao nepokretno kulturno dobro – pojedinačno, pravna statusa zaštićena kulturnog dobra, klasificirano kao "sakralna graditeljska baština".